# Japanese Breakfast
Japanese Breakfast è un gruppo musicale statunitense di genere pop sperimentale e indie rock fondato nel 2013 dalla musicista coreano-americana Michelle Zauner. Il terzo album del gruppo, Jubilee, ha ottenuto una nomination ai Grammy Awards 2022 come miglior album di musica alternativa. Inoltre, sempre ai Grammy Awards 2022, il gruppo è stato candidato come miglior artista esordiente.

## Formazione

### Attuale
- Michelle Zauner
- Peter Bradley
- Craig Hendrix
- Deven Craige

## Discografia

### Album in studio
- 2016 - Psychopomp
- 2017 - Soft Sounds from Another Planet
- 2021 - Jubilee
- 2025 - For Melancholy Brunettes (& sad women)

### Colonne sonore
- 2021 - Sable (Original Video Game Soundtrack)

### Raccolte
- 2013 - June

### EP
- 2014 - American Sound
- 2014 - Where Is My Great Big Feeling?
- 2016 - Japanese Breakfast on Audiotree Live
- 2018 - Spotify Singles
- 2018 - Polyvinyl 4-Track Singles Series, Vol. 3
- 2019 - W Records x Japanese Breakfast
- 2021 - Live at Electric Lady